# Krokidolit

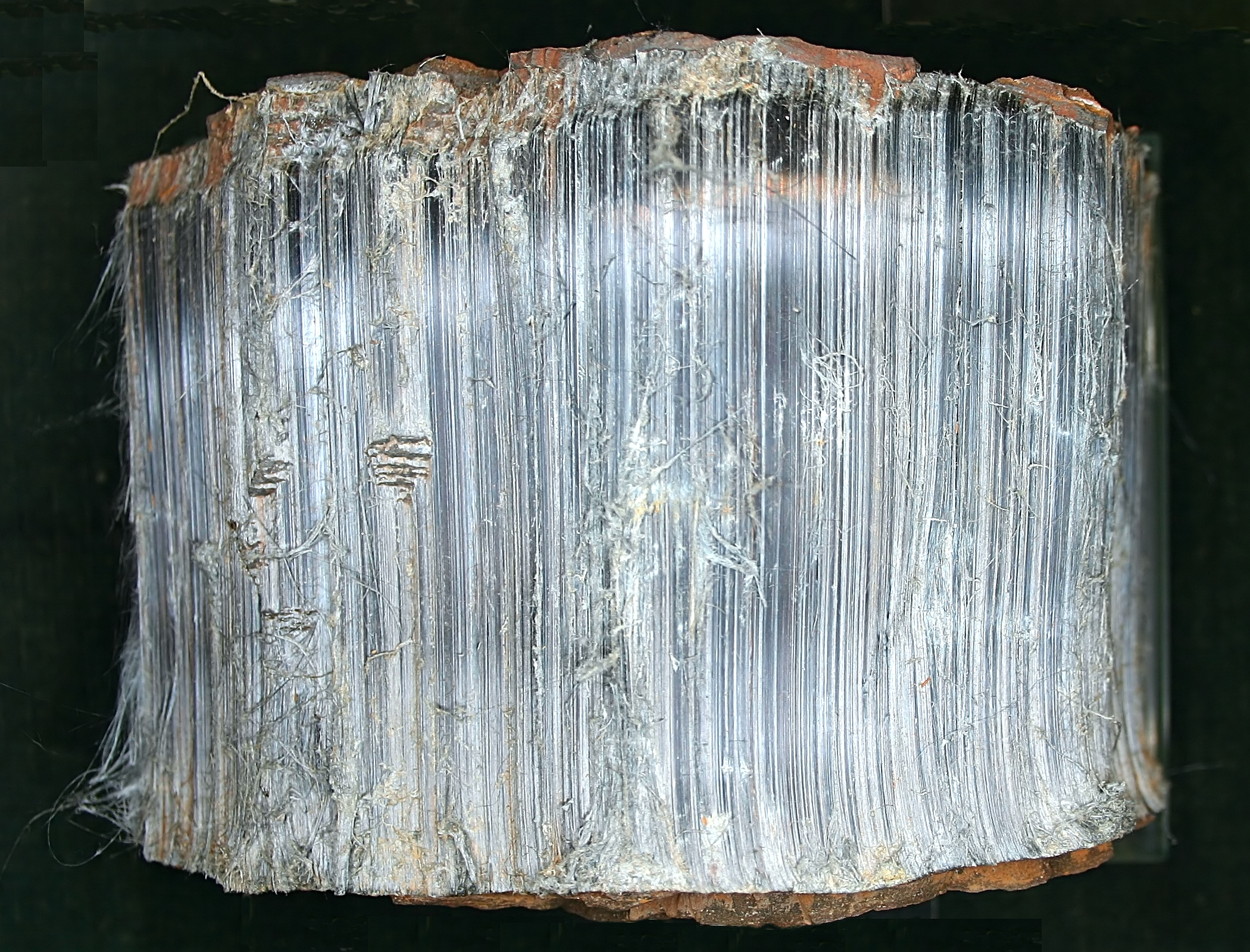
Krokidolit

Krokidolit, krokydolit, crocidolit, blå asbest eller blå kapasbest är ett mineral som hör till hornbländegruppen. Krokidolit är en av sex typer av asbest.

## Egenskaper
I sin ursprungliga form är krokidolit lavendelblå till färgen, men får genom ombildning en brungul färg. Mineralet har långa fibrer, längre än rysk och italiensk asbest, men dess elasticitet är ej större än vanlig hornbländeasbests. Den är inte eldfast men mera syrabeständig än krysotil. Dess smältpunkt är 1150oC.
I slipad form har den förts i handeln under benämningen falköga. Mera vanligt är dock tigeröga, som är ett kvartsaggregat, som är genomsprängt av gula krokidolittrådar, så att det får en viss likhet med ett kattöga.

## Utvinning och användning
Krokidolit utvinns i diamantområdet i Sydafrika ur en skifferbergart, där den bildar sprickfyllnad.
Mineralet, som slipat ger ett vackert skimmer i grått och blått, har använts för framställning av mindre prydnadsföremål, och tidigare även som packnings- och isoleringsmaterial. 
Krokidolit är helt förbjuden att använda i Sverige sedan 1975 och de andra formerna av asbest är i praktiken förbjudna sedan 1986. 